# الاستعمار الهولندي للأمريكتين

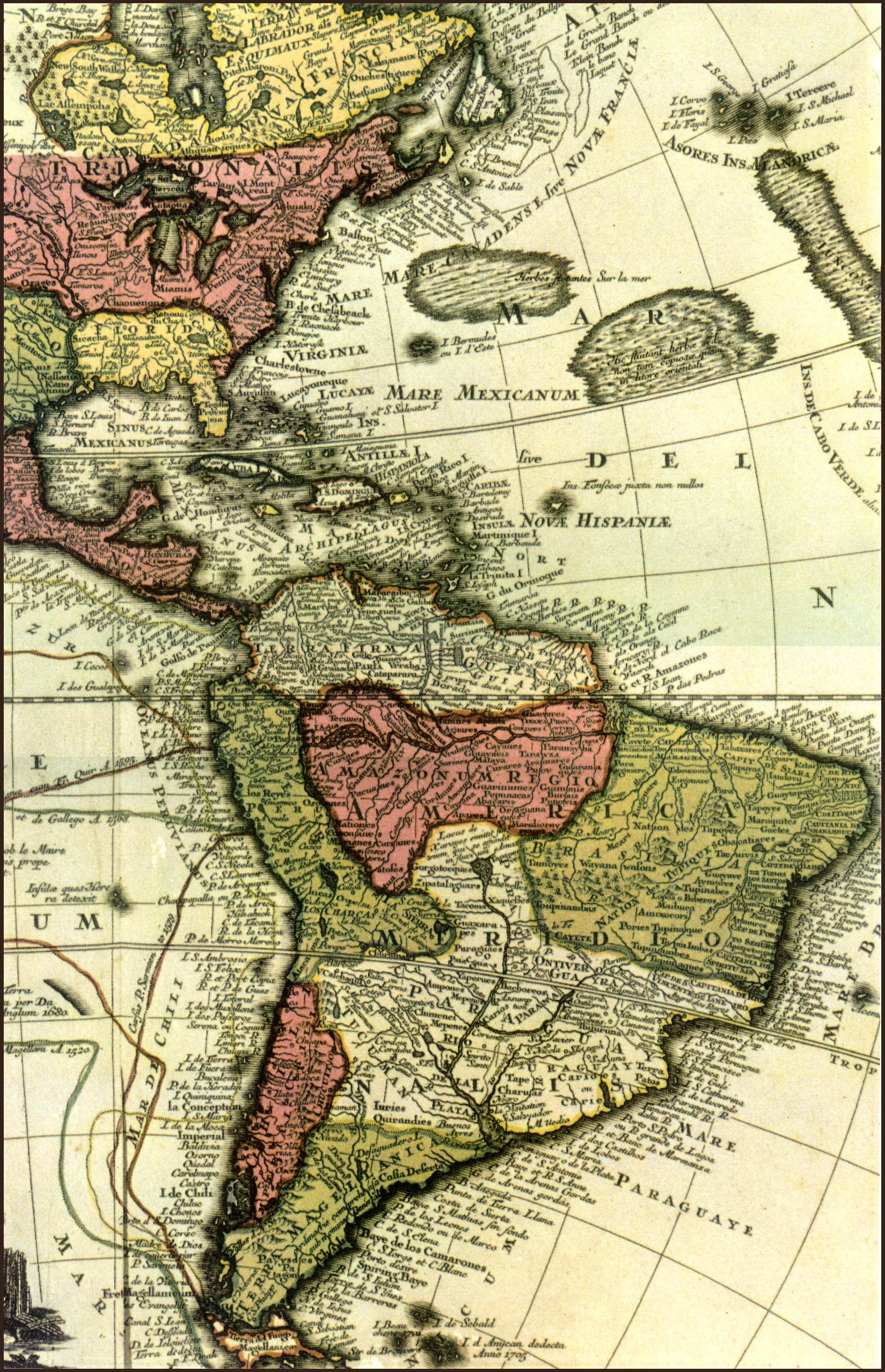

بدأ الاستعمار الهولندي للأمريكتين بتأسيس محطات تجارية ومزارع واسعة هولندية فيهما، وهذا سبق النشاطات الاستعمارية الهولندية الأوسع شهرة في آسيا. فبينما بُني أول حصن هولندي في آسيا عام 1600 (في إندونيسيا الحديثة)، يرجع تاريخ الحصون والمستعمرات الأولى على نهر إيسيكويبو في غويانا إلى عقد التسعينيات من القرن السادس عشر. لم يكن الاستعمار الفعلي الذي يتضمن استيطان الأراضي الجديدة شائعًا لدى الهولنديين مثل حاله لدى بقية الدول الأوروبية، ففُقدت العديد من المستوطنات الهولندية أو هُجرت بحلول نهاية القرن السابع عشر، غير أن هولندا استطاعت أن تعيد الاستحواذ على سورينام حتى نالت استقلالها في عام 1975، إلى جانب جزر الأنتيل الهولندية التي ما تزال تابعة لمملكة هولندا إلى يومنا هذا.

## البر الرئيسي في أمريكا الشمالية
في عام 1602، منحت جمهورية البلدان السبعة المنخفضة ترخيصًا لشركة جديدة متحمسة سُميت باسم شركة الهند الشرقية الهولندية (بالهولندية: Vereenigde Oostindische Compagnie) للقيام بمهمة استكشاف أنهار وخلجان أمريكا الشمالية من أجل إيجاد ممر مباشر إلى الأراضي الهندية. وخلال طريقهم، كُلف المستكشفون الهولنديون بإعلان ملكية هولندا لأي مناطق غير مدونة على الخريطة يصادفونها، مما أدى إلى عدة بعثات استكشافية هامة، وأسس المستكشفون الهولنديون مع الوقت مقاطعة نيو نذرلاند (هولندا الجديدة). بحلول عام 1610، كانت شركة الهند الشرقية الهولندية قد فوضت المستكشف الإنجليزي هنري هدسون، الذي اكتشف -خلال محاولة للعثور على الممر الشمالي الغربي إلى الأراضي الهندية- أجزاءً تتبع اليوم للولايات المتحدة وكندا وأعلن ملكية الشركة لها. دخل هدسون خليج نيويورك العلوي بقارب شراعي، واتجه إلى نهر هدسون الذي يحمل اسمه اليوم.
وفي 27 مارس 1614، تخلى برلمان هولندا عن محاولات الاحتكار التقليدية وانتهج أسلوبًا جديدًا وأكثر حرية في استكشاف العالم الجديد وتنميته تجاريًا، من خلال إصدار رخصة عامة لكل من يكتشفون أي ممرات أو مرافئ أو بلاد أو أماكن جديدة تنص على «اعتبار المشاريع المذكورة جديرة بالثناء والتشريف ومفيدة لازدهار هولندا، مع التمنيات بأن تكون التجربة حرة ومفتوحة لجميع سكان هذه البلاد، وبذلك دعونا وندعو كل سكان هولندا إلى المشاركة في البحث المذكور آنفًا».
في عام 1614، قاد أدريان بلوك بعثة استكشافية إلى نهر هدسون الأدنى على متن سفينة تايغر، ثم استكشف النهر الشرقي على متن سفينة أونرست، فأصبح بذلك أول أوروبي معروف يبحر في مضيق هيل غيت بهدف الوصول إلى خليج لونغ آيلاند الصغير. وبذلك أطلِق اسمه على بلوك آيلاند وخليجها الصغير. وعقب عودته إلى أمستردام في عام 1614، وضع بلوك خريطة وأطلق اسم «نيو نذرلاند» للمرة الأولى على المنطقة الواقعة بين فرجينيا الإنجليزية وكندا الفرنسية، المنطقة التي حصل في ما بعد على حقوق تجارية حصرية ضمنها من قبل الحكومة الهولندية. وسرعان ما ارتقى بلوك وأصبح المحتكر الأول في مانهاتن.
وبعد بعض البعثات التجارية المبكرة، أسِست المستوطنة الهولندية الأولى في الأمريكتين عام 1615، وهي فورت ناساو على جزيرة كاسل آيلاند في نهر هدسون، قرب ألباني في وقتنا الحالي. كانت المستوطنة بشكل أساسي تقوم مقام محطة للتجارة بالفراء مع أبناء قبيلة لينابي المحلية، إلا أنها استعيض عنها في ما بعد بـ«فورت أوراني»، واتخذت كلتا المستوطنتين اسميهما تكريمًا لعائلة أوراني – ناساو.
بحلول عام 1621، كانت هولندا قد منحت ترخيصًا لشركة جديدة، وهي شركة تجارية محتكرة في الأمريكتين وغرب إفريقيا، سُميت شركة الهند الغربية الهولندية (بالهولندية: Westindische Compagnie). وسعت شركة الهند الغربية الهولندية إلى الحصول على اعتراف بها من ضمن مؤسسي العالم الجديد – وهذا ما حازت عليه في نهاية المطاف بتأسيسها لمقاطعة في عام 1623 أطلِق عليها اسم نيو نذرلاند. في ذلك العام، بُنيت مستوطنة أخرى سميت أيضًا فورت ناساو على ديلاوير قرب مدينة غلوستر في نيوجيرسي.
وفي عام 1624، وصل المستعمرون الأوائل، معظمهم من الوالون وخدمهم من العبيد، إلى نيو نذرلاند بالسفن، ورسوا في غوفرنرز آيلاند ثم توزعوا بشكل مبدئي إلى فورت أوراني وفورت فيلهيلموس وكيفيتس هويك. وفي عام 1626، اشترى مدير شركة الهند الغربية الهولندية، بيتر مينويت، جزيرة مانهاتن من أبناء قبيلة لينابي المحلية وبدأ بتشييد مستوطنة فورت أمستردام، التي نمت حتى أصبحت العاصمة والميناء الرئيسي نيو أمستردام. وتوسعت المستوطنة حتى مناطق محيطة مثل بافونيا وبروكلين وبرونكس ولونغ آيلاند.
وعلى نهر كونيتيكت، اكتمل بناء «فورت هويس دي غويدي هوب» في عام 1633 في المنطقة التي باتت تُعرف اليوم باسم هارتفورد. وبحلول عام 1636، استوطن الإنجليز القادمون من نيوتاون (كامبردج، ماساشوستس في يومنا) على الضفة الشمالية لنهر ليتل ريفر. في معاهدة هارتفورد، سُحبت حدود نيو نذرلاند إلى غربي كونيتيكت، واستولى الإنجليز على المحطة التجارية الهولندية بحلول عام 1653.
ولم يبدأ التوسع على طول نهر ديلاوير إلى ما بعد فورت ناساو قبل خمسينيات القرن السابع عشر، عقب الاستيلاء على مستعمرة سويدية كانت قد أسِست في فورت كريستينا عام 1638. هُجرت مستوطنتا فورت ناساو وفورت بيفيرسريدي التي لم تعش طويلًا ودُمجتا لتشكلا مستوطنة فورت كاسيمير. وبحلول عام 1655، كانت فورت كريستينا، التي وُجدت ضمن ويلمينغتون الحديثة، قد أعيدت تسميتها إلى فورت ألتينا.
لم يكن جميع سكان نيو نذرلاند -وهم أول المستعمرين الأوروبيين في مانهاتن- يُعدون هولنديين من حيث التصنيف العرقي، بل كانوا يعودون بأصلهم إلى العديد من الدول الأوروبية. فكان قسم كبير من سكان نيو نذرلاند -إلى جانب العدد الكبير من الأفارقة الذين جُلبوا في الأصل بصفتهم عبيدًا- يتألف من الوالون والهوغونوتيين والجرمان والاسكندنافيين والإنجليز الذين نُقلوا من نيو إنجلاند.
وفي عام 1664، أبحرت بعثة بحرية إنجليزية أمر بها الأمير جيمس، دوق يورك وألباني (الذي أصبح في ما بعد جيمس الثاني والسابع)، في ميناء نيو أمستردام، مهددة بالهجوم. وبسبب الفارق الكبير في العداد، استسلم المدير العام بيتر ستويفيسانت بعد مفاوضات حول بنود اتفاقية الاستسلام. آنذاك اتخذت المقاطعة اسمًا جديدًا، وهو نيويورك (حسب لقب جيمس الإنجليزي). وسميت فورت أوراني باسم فورت ألباني (حسب لقب جيمس الإسكتلندي). ونُقلت ملكية المنطقة الواقعة بين نهر هدسون الأدنى ونهر ديلاوير إلى الملّاك وسميت نيوجيرسي.
أفضت خسارة نيو نذرلاند إلى نشوب الحرب الإنجليزية الهولندية الثانية التي امتدت بين عام 1665 وعام 1667. وانتهى هذا النزاع بمعاهدة بريدا، التي اشترطت تخلي الهولنديين عن نيو نذرلاند مقابل حصولهم على سورينام.
ومن عام 1673 إلى عام 1674، استحوذ الهولنديون على هذه المناطق مرة أخرى لفترة وجيزة في الحرب الإنجليزية الهولندية الثالثة، ثم استعادتها إنجلترا بمقتضى معاهدة وستمنستر. وفي عام 1674، استولى ربان البحرية الهولندية جوريان أيرنوتسز لفترة قصيرة على حصنين في مستعمرة أكاديا الفرنسية، أعلنهما ملكية هولندية جديدة باسم نيو هولندا. غير أن الحاكم الذي عينه أيرنوتسز، جون رودز، سرعان ما فقد السيطرة على المنطقة بعد مغادرة أيرنوتسز نفسه إلى كوراساو بحثًا عن مستوطنين جدد، ومع بقاء السيطرة الفعلية على أكاديا في أيدي فرنسا، لم تكن السيادة الهولندية موجودة سوى على الورق إلى أن تخلت هولندا عن مزاعمها بملكية المنطقة في معاهدات نايميخن.